# Liceo scientifico statale Plinio Seniore
Il liceo scientifico statale "Plinio Seniore" è un istituto di istruzione superiore italiano che si trova a Roma, nel rione Castro Pretorio, non lontano da via Venti Settembre. Prende il nome dal noto politico, militare e storico naturalista romano Gaio Plinio Secondo, conosciuto come Plinio il Vecchio.

## Storia
Al pari del liceo Avogadro, l'istituto nacque come succursale del secondo liceo scientifico di Roma, il Righi, con sede in una palazzina in via Montebello 126, immediatamente dentro le storiche Mura aureliane.

Nel 1956 la palazzina di via Montebello, precedentemente occupata dall'istituto scolastico San Leone Magno, si trasformò nella succursale del Righi. All'inizio degli anni Sessanta l'istituto acquistò la sua autonomia e la sua denominazione attuale.

Il Plinio è stato uno degli istituti superiori di Roma maggiormente interessato dalla contestazione studentesca, in particolare negli anni 1968-1969.

Nel 2005 il liceo è stato trasferito nella sede di via Montebello 122. L’istituto comprende anche una sede succursale, che si trova all’incrocio tra via San Martino della Battaglia e via Palestro.

### Contestazione studentesca
Nel 1968 e nel 1969 gli studenti si contrapposero al preside il quale richiedeva rispetto di norme disciplinari riguardanti l'abbigliamento ed il modo di presentarsi degli studenti, in particolare riferendosi alla barba ed alla lunghezza dei capelli degli studenti maschi. Giornalisticamente si parlò della guerra ai capelloni, appellativo passato alla storia per identificare quei giovani che, in tutta Italia, diedero vita alla contestazione studentesca.

Tra il 19 e il 21 novembre del 1968 gli studenti realizzarono una delle prime occupazioni di una scuola in Italia (seconda a Roma, dopo quella del liceo ginnasio statale Terenzio Mamiani), per protestare contro le direttive del preside e per ottenere il diritto di indire un'assemblea degli studenti stessi.